# Sysenvatnet
El Sysenvatnet es un lago del municipio de Eidfjord en la provincia de Vestland, Noruega. Se ubica en el límite norte del valle de Sysendalen y a 8 km al este de la cascada Vøringfossen. El lago tiene una represa de materiales sueltos y sirve como reservorio para la hidroeléctirca Sima. La presa es visible desde la ruta nacional noruega 7 que recorre la costa sur del lago.